# Teodor de Sion
Teodor de Sion, també conegut com a Teòdul, Teòdul del Valais, o Teodor d'Octodurum (Orient, s. IV - Valais, Suïssa, ca. 400), es creu que va ser un missioner cristià vingut de l'orient a l'actual cantó suís del Valais. Fou probablement el primer bisbe d'Octodurus (Martigny, Suïssa). Proclamat com a sant de l'Església catòlica i l'ortodoxa i sant patró del cantó del Valais, se celebra el 16 d'agost.

## Biografia

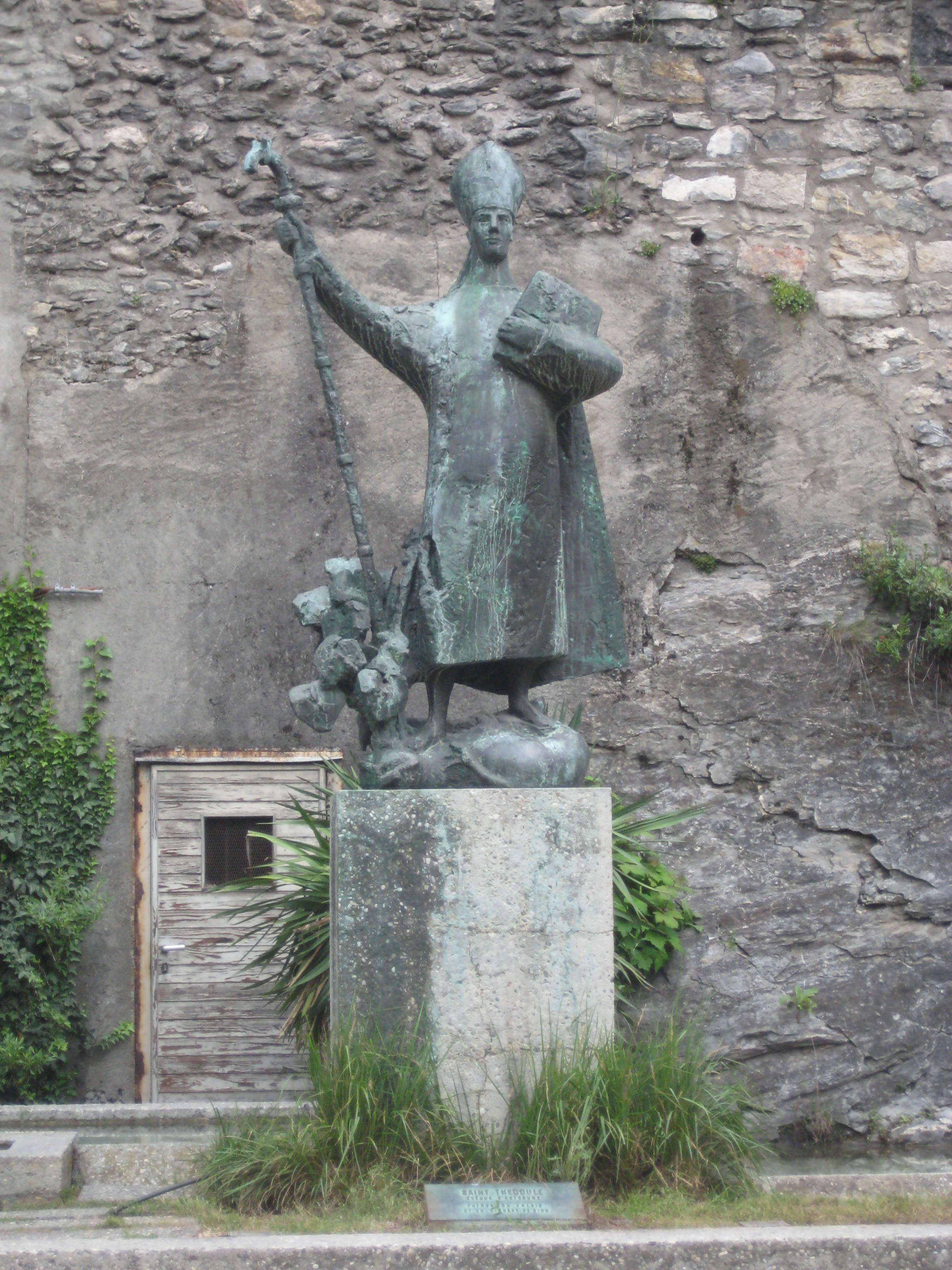
Estàtua de Sant Teòdul a Sion (Suïssa)

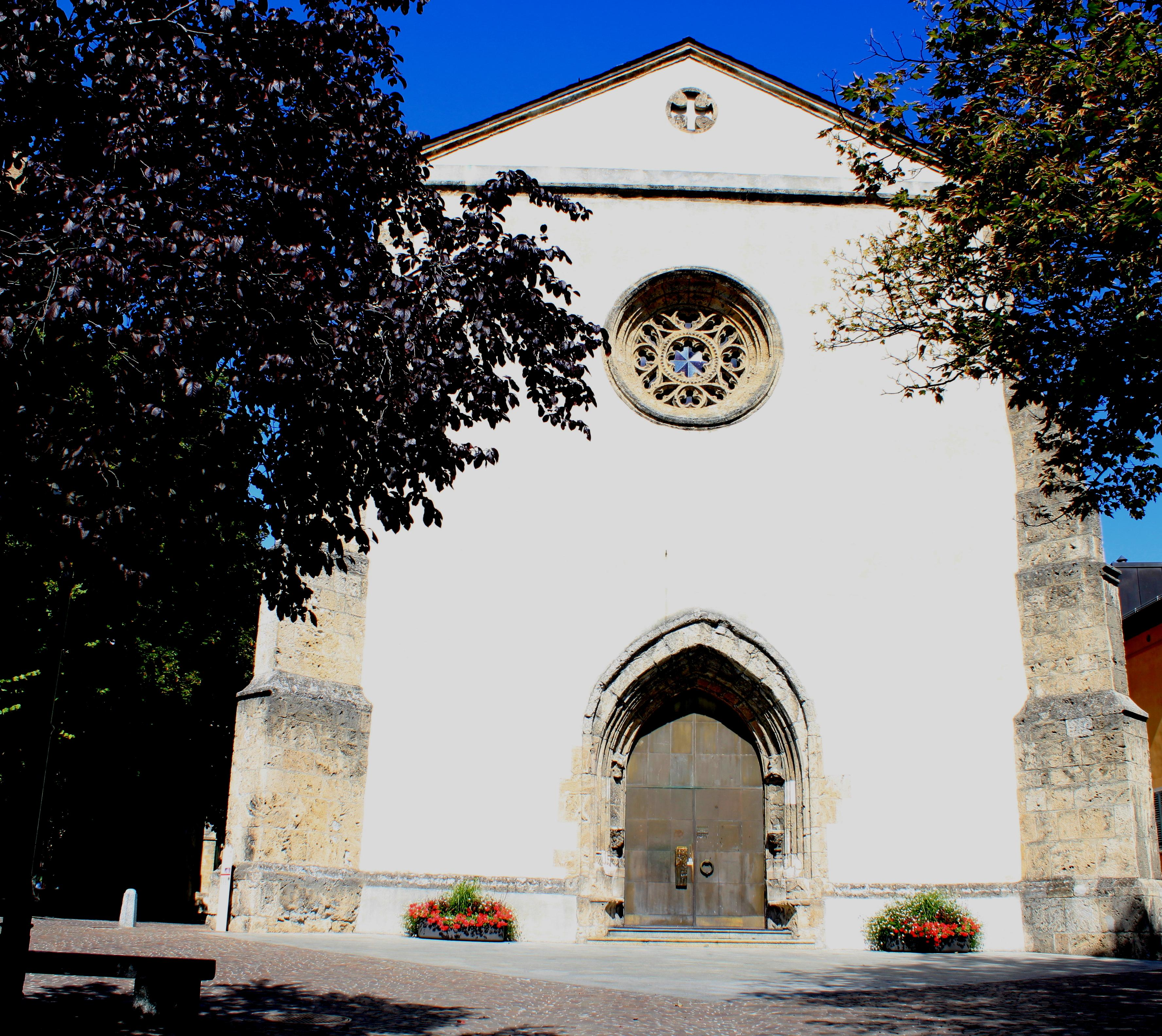
Església de Sant Teòdul a Sion (Suïssa)

Originari d'Orient, va dur a terme, sota la direcció de Sant Ambròs de Milà, la cristianització de les regions alpines de la Suïssa actual, integrada en aquell temps a l'Imperi Romà. Es va convertir en bisbe de Octodurus, actual Martigny (Suïssa), al curs superior del riu Roine. La seva participació en el concili d'Aquileia el 381 ha estat provada i se li atribueix la carta del sínode de Milà de l'any 393 al Papa Sirici I per l'establiment del culte a sant Maurici d'Agaune, la tomba del qual havia descobert i on, cap al 380-400 va erigir una església (juntament amb la de Kaiseraugst, la més antiga de Suïssa).
Va fer molts viatges a Itàlia, i el pas dels Alps que hauria utilitzat habitualment encara porta el nom de Coll de Sant Teòdul.

## Veneració
Les seves restes foren portades a Sion (Suïssa) cap al segle vi, però desaparegueren durant l'ocupació francesa de 1798. La basílica d'Ottobeuren (Baviera, Alemanya), li està dedicada, juntament amb Sant Alexandre de Roma.
Els catòlics el celebren el 16 d'agost i el viticultors del Valais, que el tenen per patró, el 20 d'abril. També se celebra el 3 de maig o el 4 de setembre a causa de malentesos que s'han establert amb d'altres sant del mateix nom o, més rarament, Sant Teòfil. Aquests noms eren molt comuns en els primers segles cristians, i les llegendes s'han creuat, creant confusions.
És el sant patró dels viticultors del Valais i diverses llegendes l'associen a la implantació de la vinya a la regió. També és sovint representat amb un gotim de raïm a la mà, i al costat d'una campana, lligada a algunes llegendes en relació al diable.
Algunes dites populars francòfones associen el seu nom a la floració de primavera: «À la Saint Théodore, fleurit chaque bouton d'or» (en francès:Per Sant Teodor, floreix cada botó d'or) o «À la Saint Théodule, fleurit la belle férule» (en "francès per Sant Teòdul, floreix el bell fonoll").
Moltes esglésies i capelles de Suïssa li són dedicades (Sion, Orsières, Gruyères, Grimentz, etc.). També a la Savoia (Abondance, Thyez…) o al Jura francès (abadia de Mont-Sainte-Marie de Labergement-Sainte-Marie al departament de Doubs o Marigny al departament del Jura…).

### Ús del nom
El nom Teòdul es fa servir molt rarament. 819 persones han estat anomenades Teòdul a França des de 1900). Malgrat això, cal esmentar Théodule Ribot, a qui generalment es considera el fundador de la psicologia francesa, i Théodule Carré-Cassaigne actor al film Les Choristes (2004).
Teòdul en francès (Théodule), permet fer burla per la seva rima consonant final amb bidule (paraula comodí). Això és així després que el general Charles de Gaulle va utilitzar l'expressió "comitè Théodule" per ridiculitzar una comissió sense eficàcia creada per desviar l'atenció de l'opinió pública:

« L'essentiel pour moi, ce n'est pas ce que peuvent penser le comité Gustave, le comité Théodule ou le comité Hippolyte, c'est ce que veut le pays. »

-- Charles de Gaulle, durant un viatge a Aurenja el 25 de setembre de 1963 --